# 그리스 드라크마
드라크마(그리스어: δραχμή 드라흐미[*] 또는 고대 그리스어: δραχμή 드라크메[*], 영어: Drachma)는 고대 그리스의 화폐이자 유로가 통용된 2002년 이전에 사용된 현대 그리스의 통화이다. 영어식 표기인 드라크마(Drachma)가 표준어로 등재되어 있다.
이 화폐는 원래 고대 그리스의 여러 도시 국가와 그 뒤를 이은 여러 국가, 고대 헬레니즘 시대의 여러 중동 왕국에서 쓰인 통화 단위여서, 신약성서에도 일용직 노동자의 하루 일당의 단위로 드라크메라는 말이 나온다. 1832년 그리스는 같은 이름으로 새 통화 단위를 도입하여 2002년 유로를 도입할 때까지 사용했다. 교환 비율은 500 drachmae (€1.47)로 귀결된다.

## 드라크마 부활론
최근 그리스에서 재정 악화가 지속되자 그리스에서의 유로 화폐를 폐지하고 다시 드라크마 화폐로 되돌아갈 양산이 있다. 이는 그리스의 사회를 좀 더 안정적으로 지켜 줄 수 있는 결과와도 관련이 있어, 그렉시트와 관련이 있는 것으로 나온다.

## 같이 보기
- 그렉시트